# Fast Company (rivista)
Fast Company è una rivista economica statunitense pubblicata su stampa e online riguardante in particolare tecnologia, business e design. Pubblica otto numeri all'anno nella versione cartacea.

## Storia
Fast Company è stata lanciata nel novembre 1995  da Alan Webber e Bill Taylor, due ex redattori della Harvard Business Review, e l'editor Mortimer Zuckerman.
I primi concorrenti della pubblicazione includevano Red Herring, Business 2.0 e The Industry Standard.
Nel 1997, Fast Company ha creato un social network online chiamato "Company of Friends", che ha fatto nascere  gruppi di utenti che hanno iniziato a incontrarsi di persona. A un certo punto Company of Friends contava oltre 40.000 membri in 120 città, sebbene nel 2003 tale numero fosse sceso a 8.000.
Nel 2000, Zuckerman vendette Fast Company a Gruner + Jahr, la maggioranza posseduta dal colosso dei media Bertelsmann, per 550 milioni di dollari . Proprio quando la vendita è stata completata, è scoppiata la bolla delle dot-com, causando perdite significative e un calo della circolazione. Webber e Taylor hanno lasciato la rivista due anni dopo, nel 2002, e John A. Byrne, precedentemente autore senior ed ex direttore della gestione di BusinessWeek, è stato inserito come nuovo editor. Sotto Byrne, la rivista ha vinto il suo primo Gerald Loeb Award, il premio più prestigioso nel giornalismo commerciale. Ma la rivista non ha potuto invertire il suo declino finanziario causato dal crollo delle dot-com. Sebbene la rivista non riguardasse specificamente il commercio via Internet, la raccolta pubblicitaria diminuì.
Nel 2005, Gruner + Jahr mise in vendita sia Fast Company che Inc. magazine. Byrne contattò l'imprenditore Joe Mansueto e lo aiutò a guidarlo nella vendita. Ne conseguì una guerra di offerte, che contrappose The Economist alla società Mansueto Ventures. Mansueto, l'unico offerente che aveva promesso di mantenere in vita Fast Company, alla fine ha vinse, acquisendo entrambi i titoli delle riviste per 35 milioni di dollari.
Sotto l'ex caporedattore Robert Safian, Fast Company è stata nominata dalla American Society of Magazine Editors come Rivista dell'anno nel 2014.
Stephanie Mehta è stata nominata caporedattore nel febbraio 2018, avendo precedentemente lavorato a Vanity Fair, Bloomberg, Fortune e The Wall Street Journal. Fast Company è di proprietà di Mansueto Ventures e ha sede a New York.